# Boda de Magdalena de Suecia y Christopher O'Neill
La boda de princesa Magdalena, duquesa de Hälsingland y Gästrikland, y el financiero estadounidense, nacido en Gran Bretaña, Christopher O'Neill tuvo lugar en Estocolmo el 8 de junio de 2013. 

## Antecedentes
Magdalena es la hija pequeña del rey Carlos XVI Gustavo de Suecia y la reina Silvia. Anteriormente había estado comprometida, en el año 2009, con el abogado sueco Jonas Bergström, con quién mantenía una relación desde el año 2002. La relación y el compromiso finalizaron cuando se conoció una infelidelidad de Bergström.
Christopher es el único hijo del matrimonio entre Paul O'Neill y Eva María O'Neill, aunque tiene medias hermanas de relaciones anteriores de ambos progenitores.
Magdalena y Christopher se conocieron en Nueva York apareciendo por primera vez en público como pareja en el año 2011. Su compromiso se anunció el 25 de octubre de 2012. 
Christopher renunció al título de príncipe para poder seguir trabajando como financiero y no perder su doble nacionalidad estadounidense y británica. 

### Celebraciones previas

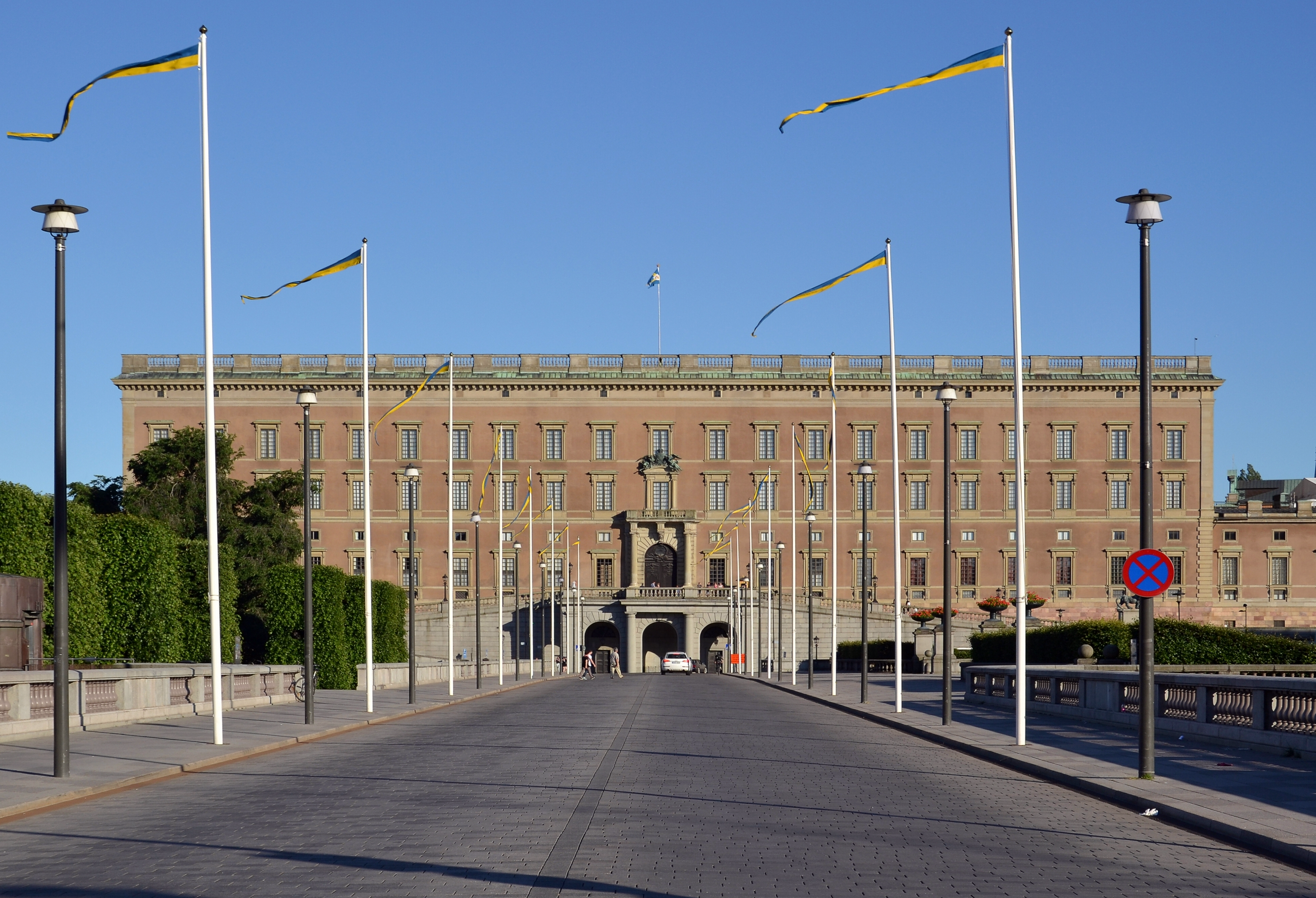
Palacio Real de Estocolmo

El 19 de mayo de 2013 leyeron las amonestaciones previas al enlace en la Capilla del Palacio Real de Estocolmo, en compañía de sus familias, ceremonia oficiada por el obispo y capellán real Lars-Göran Lönnermark, el pastor de la Corte Real Michael Bjerkhagen y el capellán Staffan Eklund.

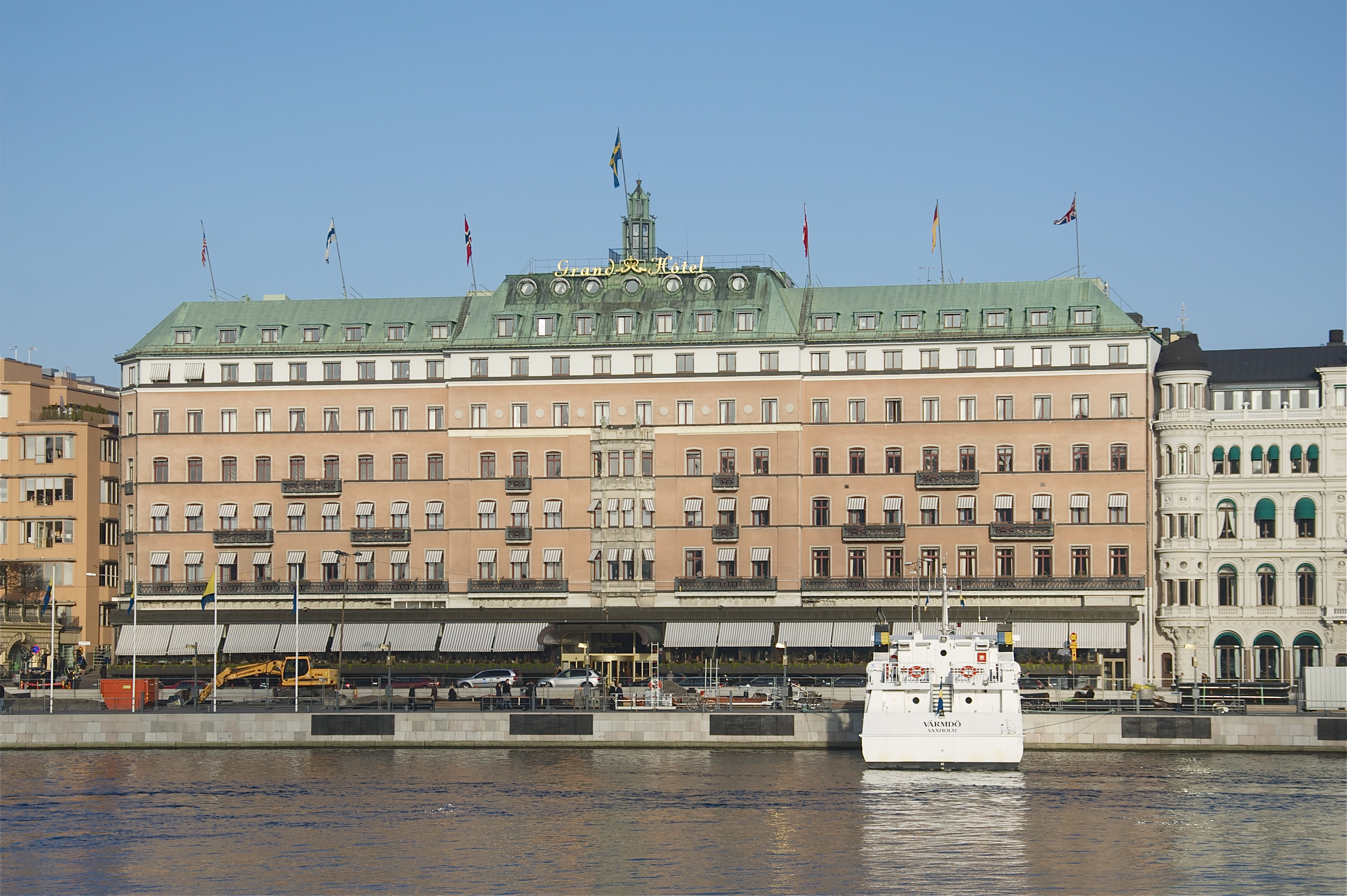
Grand Hôtel de Estocolmo

El viernes 7 de junio de 2013 se celebró una cena previa a la boda en el Grand Hôtel de Estocolmo, al que asistieron miembros de ambas familias, amigos y numerosos miembro de distintas familias reales extranjeras. 

## Boda
La ceremonia se llevó a cabo en el Capilla del Palacio Real de Estocolmo el 8 de junio de 2013. Lars-Göran Lönnermark, Capellán Principal de la Corte Real y obispo emérito de Skara, y Michael Bjerkhagen, vicario de la Corte Real, dirigieron la ceremonia. 
Christopher entró al templo junto a su amigo Cedric Notz y Magdalena lo hijo del brazo de su padre el rey. La ceremonia fue celebrada en inglés y las hermanas de los novio, entre ellas la princesa heredera Victoria, leyeron las lecturas.
TSV, TV4 y Noticias TV4 retransmitir la boda en directo durante todo el día para los espectadores suecos.
A la izquierda del altar se encontraba la corona de Hedvig Elisabeth Charlotte, reina de Noruega y Suecia, la misma corona que estuvo presente en la pila bautismal del bautizo de la novia.

###### Vestimenta
Madeleine llevaba un vestido de novia diseñado por italiano Valentino Garavani. Llevaba una tiara privada llamada tiara fringe moderna. 

###### Pajes y damas de honor
- Chloé Sommerlath
- Anaïs Sommerlath
- Lillie von Horn
- Condesa Chiara Abensperg und Traun
- Jasper d'Abo
- Conde Louis Cajetan Abensperg und Traun

###### Banquete

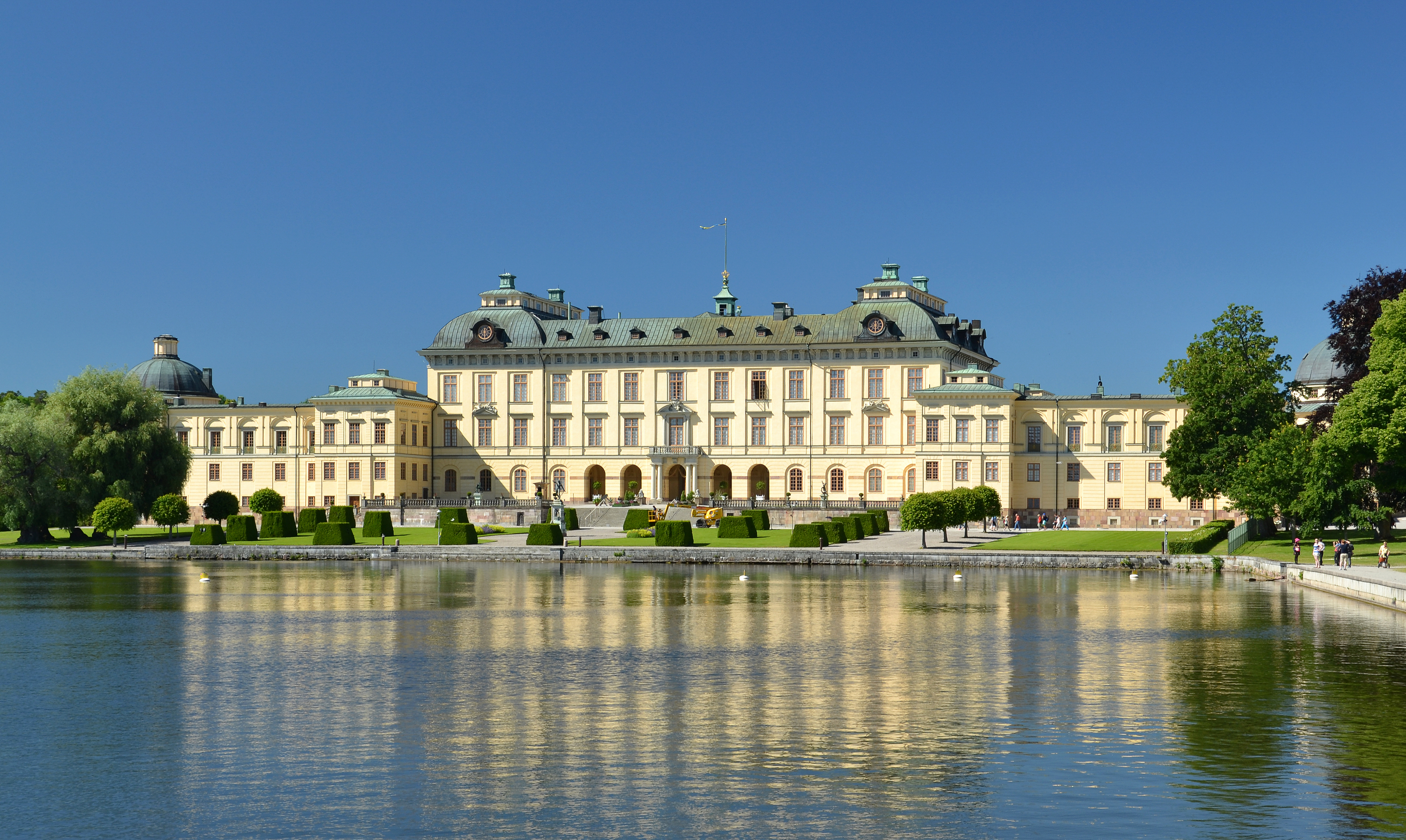
Palacio de Drottningholm

Después de la ceremonia los novios saludaron a la multitud desde el Palacio Real para posteriormente recorrer la calles del centro de Estocolmo en carruaje. A continuación, todos los invitados fueron transportados en barco hasta el Palacio de Drottningholm donde se celebró la cena y el baile.
La tarde de boda estaba hecha de 700 macarrones apilados en forma de pirámide.

## Invitados

### Casa real sueca
- Rey Carlos XVI Gustavo y reina Silvia
  - Princesa heredera Victoria y príncipe Daniel, duques de Västergötland
    - Princesa Estela, duquesa de Östergötland

  - Príncipe Carlos Felipe, duque de Värmland
- Princesa Margarita, señora Ambler
- Princesa Brígida y príncipe Juan Jorge de Hohenzollern
  - Príncipe Carl Christian y la princesa Nicole de Hohenzollern
    - Príncipe Nicolás de Hohenzollern
- Princesa Désireé y barón Niclas Silfverschiöld,
- Princesa Cristina y señor Tord Magnuson
- Marianne Bernadotte
- Gunnila Bernadotte

### Familia Sommerlath
- Ralf de Toledo Sommerlath y Charlotte de Toledo Sommerlath
  - Carmita Sommerlath Baudinet y Pierre Baudinet
  - Thomas de Toledo Sommerlath y Bettina Aussems
    - Tim de Toledo Sommerlath y Kristina Junghans
    - Felipe de Toledo Sommerlath
    - Julia de Toledo Sommerlath

  - Walther L. Sommerlath y señora Ingrid Sommerlath
    - Patrick Sommerlath y señora Maline Sommerlath
      - Leopold Lundén Sommerlath
      - Chloé Sommerlath
      - Anaïs Sommerlath

    - Helena Cristina Sommerlath
    - Vivien Nadine Sommerlath

### Familia O'Neill
- Eva María O'Neill
  - Annalisa O'Neill
  - Karen O'Neill
  - Stefanie O'Neill
  - Tatjana d'Abo y Henry d'Abo
    - Anouska d'Abo
    - Celina d'Abo
    - Jasper d'Abo

  - Condesa Natascha von Abensberg-Traun y conde Ernst von Abensberg-Traun
    - Condesa Milana von Abensberg-Traun
    - Conde Moritz von Abensberg-Traun
    - Condesa Chiara von Abensberg-Traun
    - Conde Louis Cajetan von Abensberg-Traun

### Casas reales reinantes

###### Dinamarca
- Príncipe heredero Federico y princesa heredera María
- Príncipe Joaquín y princesa María
- Princesa Benedicta

###### Noruega
- Princesa heredero Haakon y princesa heredera Mette-Marit
- Princesa Marta Luisa y señor Ari Behn

###### Japón
- Princesa Takamado

###### Mónaco
- Princesa Charlene

###### Luxemburgo
- Gran duque heredero Guillermo y gran duquesa Estefanía

###### Reino Unido
- Conde Eduardo y condesa Sofía de Wessex

### Casas reales no reinantes
- Príncipe Leopoldo y la princesa Úrsula de Baviera
  - Príncipe Manuel y princesa Ana de Baviera
- Príncipe heredero Pablo y princesa heredera Marie Chantal de Grecia
- Príncipe Nicolás y princesa Tatiana de Grecia y Dinamarca
- Princesa Teodora de Grecia y Dinamarca
- Príncipe Felipe de Grecia y Dinamarca
- Príncipe de Sajonia-Coburgo y Gotha
  - Príncipe Heredero y princesa heredera de Sajonia-Coburgo y Gotha
- Arvind Singh Mewar

## Otros datos
La princesa Magdalena y Christopher han tenido tres hijos:
- Princesa Leonor, duquesa de Gotland (20 de febrero de 2014) [6]
- Príncipe Nicolás, duque de Ångermanland (15 de junio de 2015) [7]
- Princesa Adriana, duquesa de Blekinge (9 de marzo de 2018) [8]

Durante los primeros años el matrimonio residió en Nueva York. Entre los años 2015 y 2018 residieron en Londres y desde el 2018 se trasladaron a Miami. En el año 2024 la familia se muda a Estocolmo. 